# Badschuim

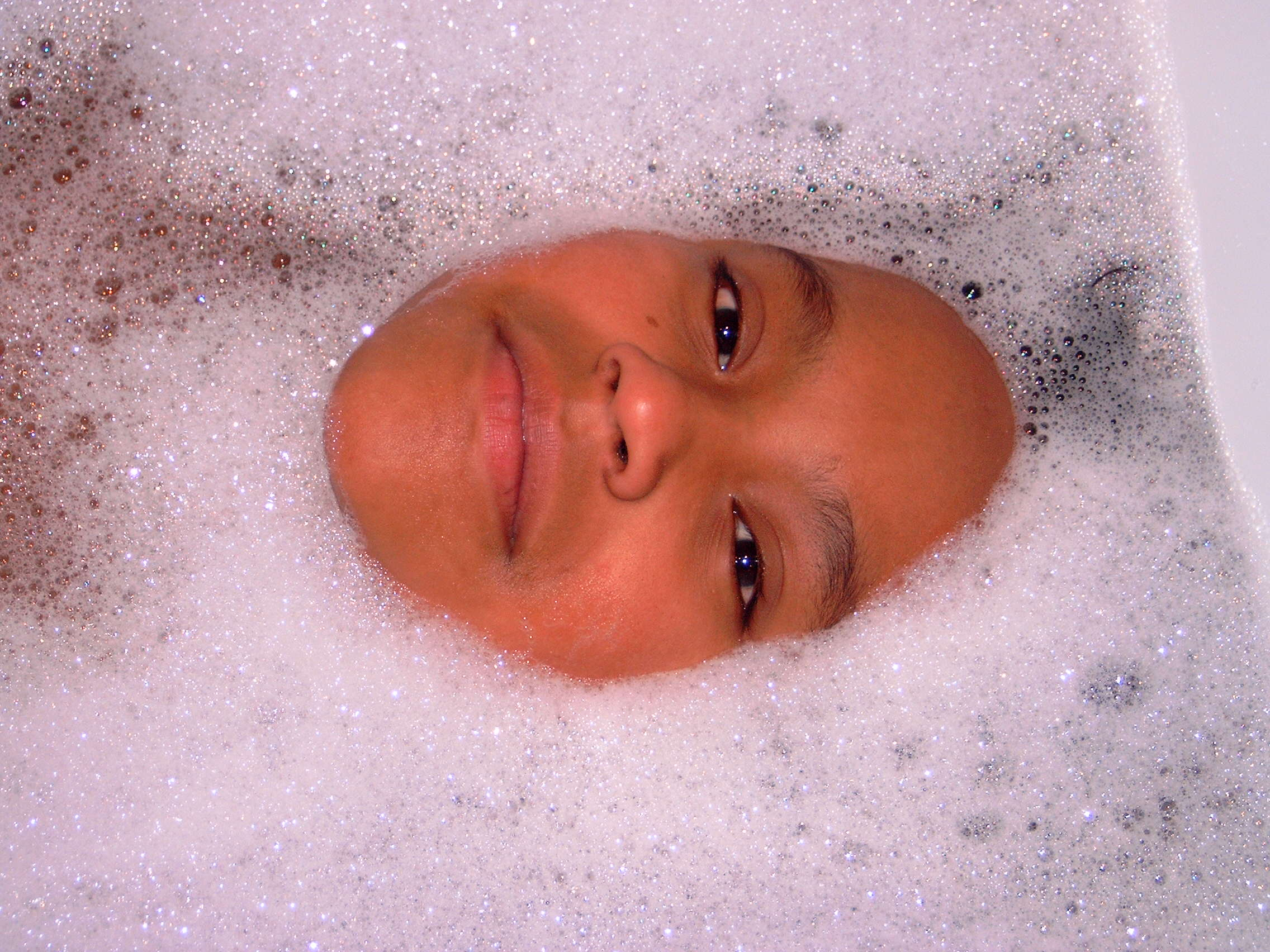
Monica maakt badschuim

Badschuim is een cosmetisch product. Badschuim wordt ook gebruikt om het lichaam te reinigen maar vooral om zeepbellen in het bad te krijgen.
Het schuimende effect ontstaat doordat er een oppervlakte-actieve stof als natriumlaurylethersulfaat in badschuim zit.
Het schuim zorgt ervoor dat het water wat langer warm blijft. Het wordt ook veel in films gebruikt voor naakt-in-bad-scènes.
Een alternatief voor badschuim is badolie.
De Engelse benaming voor badschuim is bubble bath, een valse vriend van het Nederlandse woord bubbelbad dat doorgaans als hot tub of jacuzzi wordt vertaald.

## Trivia
In het Suske en Wiske-album De snikkende sirene neemt Tante Sidonia een bad met een betoverd badschuim, waardoor zij verandert in een zeemeermin.